# 슬로바키아 U-20 축구 국가대표팀
슬로바키아 U-20 축구 국가대표팀(슬로바키아어: Slovenské národné futbalové mužstvo do 20 rokov)은 슬로바키아를 대표하는 20세 이하의 축구 국가대표팀으로, 슬로바키아의 축구 관리 기관인 슬로바키아 축구 협회의 관리를 받는다. FIFA U-20 월드컵 2번 참가해 2003년과 2023년에 16강에 진출했다.